# Аналитическая химия

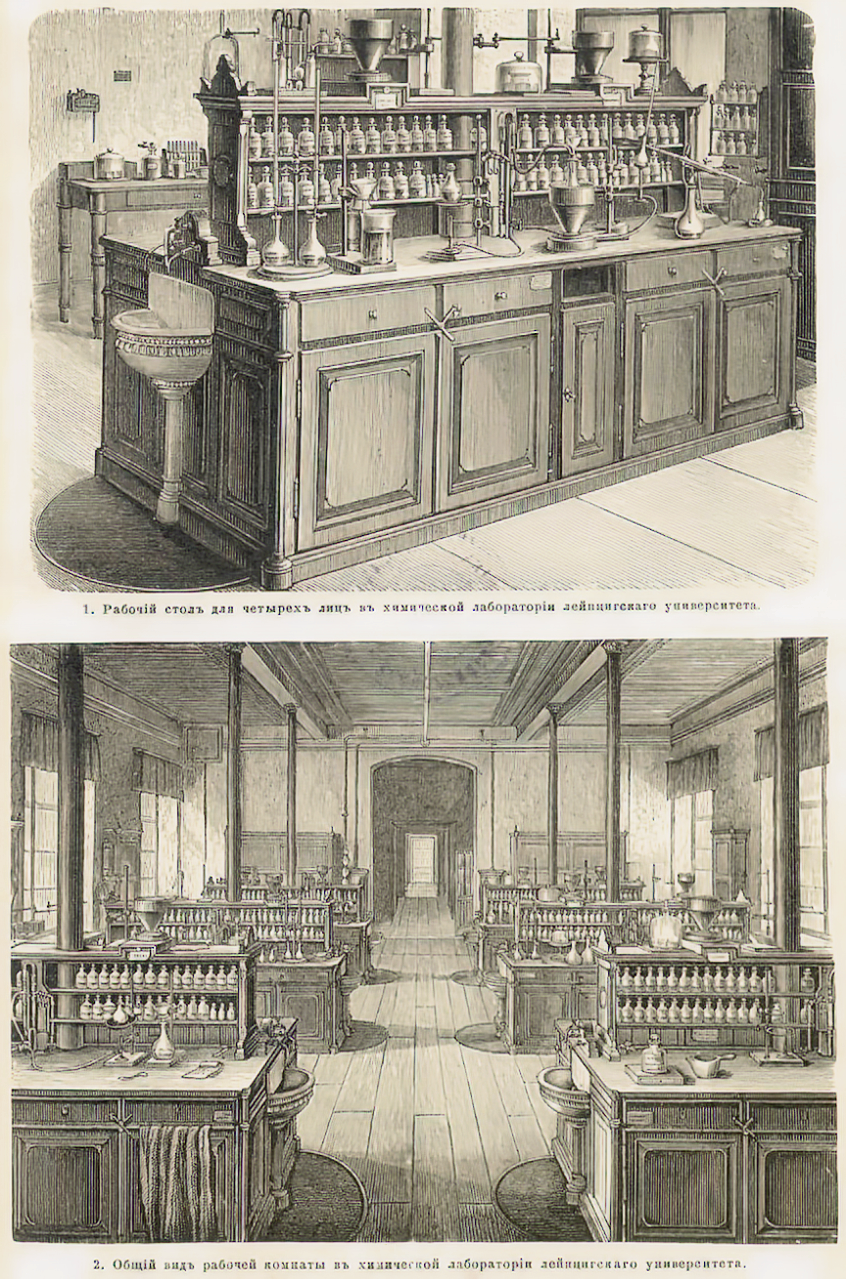
Химическая лаборатория Лейпцигского университета (1896)

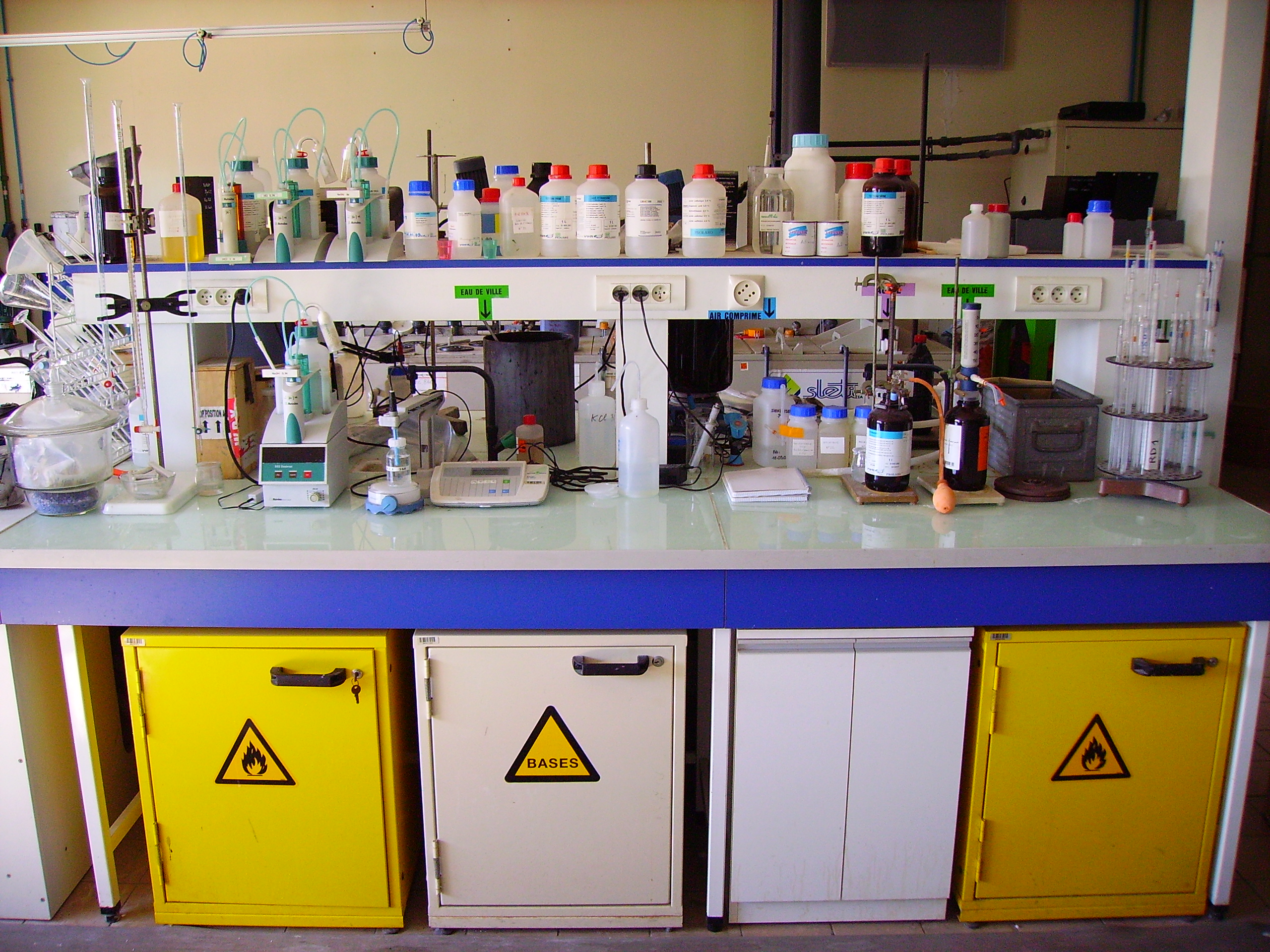
Лабораторный стол

Аналити́ческая хи́мия — наука, развивающая теоретические основы химического анализа веществ и материалов и разрабатывающая методы идентификации, обнаружения, разделения и определения химических элементов и их соединений, а также методы установления химического состава веществ. Проведение химического анализа в настоящее время заключается в получении информации о составе и природе вещества.
В зависимости от задач, аналитическая химия подразделяется на качественный анализ, нацеленный на определение того, что (или какие вещества), в какой форме находится в образце, и количественный анализ, нацеленный на определение сколько данного вещества (элементов, ионов, молекулярных форм и др.) находится в образце..
В задачи качественного анализа входит:
1. установление присутствия (обнаружение, открытие) в пробе тех или иных компонентов (молекул, атомов, ионов);
2. идентификация веществ и компонентов в пробе неизвестного состава (установление их аналогии соответствующим эталонам)[2].

Задачи количественного анализа — определение содержания или концентрации компонентов в пробе.
Предмет её как науки — совершенствование существующих и разработка новых методов анализа, поиск возможностей их практического применения, исследование теоретических основ аналитических методов.
Деление химического анализа на качественный анализ и количественный анализ в определённой степени условно. Если компонент не обнаружен в пробе, то его содержание ниже некоторого предела, ограничиваемого используемым методом. Когда состав анализируемой пробы неизвестен, сначала проводят качественный анализ и только после этого приступают к количественным измерениям. Для этих задач применяют химические, инструментальные (физические и физико-химические) и биологические методы анализа.
Определение элементного состава материальных объектов называют элементным анализом. Установление строения химических соединений и их смесей на молекулярном уровне называют молекулярным анализом. Одним из видов молекулярного анализа химических соединений является структурный анализ, направленный на исследование пространственного атомного строения веществ, установление эмпирических формул, молекулярных масс и др. (см. рентгеноструктурный анализ). В задачи аналитической химии входит определение характеристик органических, неорганических и биохимических объектов. Анализ органических соединений по функциональным группам называют функциональным анализом.

## История
Аналитическая химия существует с тех пор, как существует химия в современном её смысле, а многие применяемые в ней приёмы относятся к ещё более ранней эпохе, эпохе алхимии, одной из главных задач которой было именно определение состава различных природных веществ и изучение процессов их взаимных превращений. Но, по мере развития всей химии в целом, значительно совершенствовались и применяемые в ней методы работы, и, наряду со своим чисто служебным значением одного из вспомогательных отделов химии, аналитическая химия в настоящее время имеет значение совершенно самостоятельного отдела химического знания с очень серьёзными и важными задачами теоретического характера. Очень важное влияние на развитие аналитической химии имела современная физическая химия, обогатившая её рядом совершенно новых методов работы и теоретических оснований, к числу которых нужно отнести учение о растворах, теорию электролитической диссоциации, закон действующих масс (см. Химическое равновесие) и всё учение о химическом сродстве.

## Методы аналитической химии

### Сравнение методов аналитической химии
Совокупность традиционных методов определения состава вещества путём его последовательного химического разложения получила название «мокрой химии» («мокрый анализ»). Эти методы обладают относительно низкой точностью, требуют относительно невысокой квалификации аналитиков и ныне почти полностью вытеснены современными инструментальными методами (оптическими, масс-спектрометрическими, электрохимическими, хроматографическими и другими физико-химическими методами) определения состава вещества. Однако у мокрой химии есть своё преимущество перед спектрометрическими методами — она позволяет путём проведения стандартизованных процедур (систематический анализ) напрямую определять состав и разные окислительные состояния элементов, таких как железо (Fe+2, Fe+3), титан и др.
Аналитические методы можно разделить на валовые и локальные. Для валовых методов анализа обычно требуется отделённое, измельчённое вещество (представительная проба). Локальные методы определяют состав вещества в самом образце, что позволяет составлять «карты» распределения химических свойств образца по его поверхности и/или глубине. Следует также выделить методы прямого анализа, то есть не связанного с предварительной подготовкой пробы. Часто подготовка проб необходима (напр., измельчение, предварительное концентрирование или разделение). При подготовке проб, интерпретации результатов, оценке числа анализов используются статистические методы.

## Методы качественного химического анализа
Для определения качественного состава какого-либо вещества необходимо изучить его свойства, которые с точки зрения аналитической химии, могут быть двоякого рода: свойства вещества как такового и свойства его в химических превращениях.
К числу первых относятся: физическое состояние (твёрдое вещество, жидкость, газ), структура его в твёрдом состоянии (аморфное или кристаллическое вещество), цвет, запах, вкус и др. При этом нередко уже по одним только внешним свойствам, определяемым при помощи органов чувств человека, представляется возможным установить природу данного вещества. В большинстве же случаев приходится превращать данное вещество в какое-либо новое с ясно выраженными характерными свойствами, пользуясь для этой цели некоторыми специально подбираемыми соединениями, носящими название реактивов.
Применяемые в аналитической химии реакции крайне разнообразны и находятся в зависимости от физических свойств и степени сложности состава изучаемого вещества. В том случае, когда химическому анализу подлежит заведомо чистое, однородное химическое соединение, работа производится сравнительно легко и быстро; когда же приходится иметь дело со смесью нескольких химических соединений, вопрос о её анализе усложняется, и при производстве работы нужно держаться некоторой определённой системы, чтобы не допустить ошибок в обнаружении какого-либо из компонентов, входящих в состав анализируемого вещества. В аналитической химии существует два рода реакций: реакции мокрым путём (в растворах) и реакции сухим путём.

### Реакции в растворах
В качественном химическом анализе применяются только такие реакции в растворах, которые легко воспринимаются человеческими органами чувств, причём момент появления реакции узнаётся по одному из следующих явлений:
1. Образование нерастворимого в воде осадка;
2. Изменение окраски раствора;
3. Выделение газа и т. п.

Образование осадка в реакциях химического анализа зависит от образования какого-либо нерастворимого в воде вещества; если, например, к раствору какой-либо соли бария прибавить расвор серной кислоты или сульфата, образуется белый порошкообразный осадок сульфата бария:
BaCl2 + H2SO4 = 2HCl + BaSO4↓
Имея в виду, что подобную же реакцию образования белого осадка под действием серной кислоты могут дать некоторые другие металлы, например, свинец, способный образовать нерастворимую сернокислую соль PbSO4, для полной уверенности в том, что это именно тот или другой металл, необходимо производить ещё поверочные реакции, подвергая соответственному исследованию образовавшийся в реакции осадок.
Для успешного проведения реакции образования осадков, кроме подбора соответственного реактива, необходимо ещё соблюдать ряд очень важных условий в отношении концентрации растворов исследуемой соли и реактива, пропорции того и другого, температуры, продолжительности взаимодействия и т. д. При рассмотрении осадков, образующихся в реакциях химического анализа, необходимо обращать внимание на их внешний вид, то есть на цвет, структуру (аморфные или кристаллические осадки) и другие характеристики, а также на их свойства в отношении влияния на них нагревания, кислот или щелочей и других веществ. При взаимодействии слабых растворов необходимо выжидать иногда образования осадка до 24—48 часов, при условии сохранения их при некоторой определённой температуре.
Реакция образования осадка, независимо от её качественного значения в химическом анализе, нередко применяется для отделения некоторых элементов друг от друга. С этой целью на раствор, содержащий соединения двух или нескольких элементов, действуют соответственным реактивом, способным перевести некоторые из них в нерастворимые соединения, и затем посредством фильтрования отделяют образовавшийся осадок от раствора (фильтрата), производя дальнейшее исследование их отдельно. Если взять, например, соли хлористого калия и хлористого бария и прибавить к ним серной кислоты, то образуется нерастворимый осадок сульфата бария BaSO4 и растворимый в воде сульфат калия К2SO4, которые  далее могут быть разделены посредством фильтрования. При этом отделении осадка нерастворимого в воде вещества от раствора необходимо позаботиться прежде всего о том, чтобы он получил соответственную структуру, позволяющую без труда произвести работу фильтрования, а затем, собрав его на фильтре, необходимо тщательно отмыть его от посторонних примесей. По исследованиям Вильгельма Оствальда, нужно при этом иметь в виду, что при употреблении определённого количества воды для промывания более целесообразно промывать осадок много раз небольшими порциями воды, чем наоборот — немного раз большими порциями. Что касается успешности проведения самой реакции отделения какого-либо элемента в виде нерастворимого осадка, то, на основании теории растворов, Оствальд установил, что для достаточно полного отделения какого-либо элемента в виде нерастворимого осадка необходимо всегда брать избыток реактива, служащего для осаждения.
Изменение окраски раствора является одним из очень важных признаков в реакциях химического анализа и имеет очень важное значение, в особенности в связи с процессами окисления и восстановления, а также в работах с химическими индикаторами (см. ниже — алкалиметрия и ацидиметрия).
Примерами цветных реакций в качественном химическом анализе могут служить следующие: роданистый калий KSCN даёт характерное кровяно-красное окрашивание с солями железа(III); с солями железа(II) тот же реактив не даёт окраски. Если к раствору хлорида железа(II) FeCl2, бледно-зелёного цвета прибавить окислитель, например, хлорную воду, происходит окрашивание раствора в жёлтый цвет благодаря образованию хлорида железа(III) FeCl3, содержащего высшую степень окисления этого металла. Если взять дихромат калия K2Cr2O7 оранжевого цвета и прибавить к нему в растворе немного серной кислоты и восстановитель, например, этиловый спирт, происходит изменение оранжевой окраски в тёмно-зелёную, соответствующую образованию низшей степени окисления хрома в виде соли сульфата хрома Cr2(SO4)3.
В зависимости от хода химического анализа в нём нередко приходится производить подобные процессы окисления и восстановления. Важнейшими окислителями служат: галогены, азотная кислота, пероксид водорода, марганцовокислый калий, двухромовокислый калий; важнейшими восстановителями являются атомарный водород в момент выделения H0, сернистый водород H2S, сернистая кислота H2SO3, хлористое олово SnCl2, йодистый водород HI.
Реакции выделения газов в растворах при выполнении качественного химического анализа, как правило, не имеют самостоятельного значения и являются реакциями вспомогательными; чаще всего приходится встречаться, например, с выделением углекислого газа CO2 — при действии кислот на углекислые соли, сероводорода H2S — при разложении сульфидов металловпод действием кислот.

### Реакции сухим путём
Эти реакции применяются в химическом анализе, главным образом, при т. н. «предварительном испытании», при испытании осадков на чистоту, для поверочных реакций и при исследовании минералов. Важнейшие реакции этого рода состоят в испытании вещества в отношении:
1. плавкости его при нагревании,
2. способности окрашивать несветящееся пламя газовой горелки,
3. летучести при нагревании,
4. способности к окислению и восстановлению.

Для производства этих испытаний пользуются в большинстве случаев несветящимся пламенем газовой горелки. Главные составные части светильного газа (водород, окись углерода, болотный газ и др. углеводороды) являются восстановителями, но при горении его на воздухе (см. Горение) образуется пламя, в различных частях которого можно найти условия, необходимые для восстановления или окисления, а равно для нагревания до более или менее высокой температуры.
Испытание на плавкость проводится преимущественно при исследовании минералов для чего очень небольшой осколочек их, укреплённый в тонкой платиновой проволоке, вносится в часть пламени, обладающую наиболее высокой температурой, и затем при помощи лупы наблюдают, насколько закругляются края пробы.
Испытание на окрашивание пламени производится внесением небольшой пробы вещества на платиновой проволоке сначала в основание пламени, а затем в часть его с наиболее высокой температурой.
Испытание на летучесть производится нагреванием пробы вещества в пробирном цилиндре или в запаянной с одного конца стеклянной трубочке, причём летучие вещества превращаются в пары, которые затем конденсируются в более холодной части.
Окисление и восстановление в сухом виде можно производить в шариках сплавленной буры (Na2B4O7 + 10Н2О).
Испытуемое вещество вводится в небольшом количестве в шарики, полученные расплавлением этих солей на платиновой проволоке, а затем они подвергаются нагреванию в окислительной или восстановительной части пламени.
Восстановление можно производить ещё рядом других способов, а именно: нагреванием на обугленной с содою палочке, накаливанием в стеклянной трубке с металлами — натрием, калием или магнием, нагреванием в древесном угле при помощи паяльной трубки, простым нагреванием.

### Классификация элементов
В основе классификации элементов, принятой в аналитической химии, лежит то же самое разделение их, какое принято в общей химии, — на металлы и неметаллы (металлоиды), причём последние рассматриваются чаще всего в виде соответственных кислот. Для производства систематического качественного анализа каждый из этих классов элементов делится в свою очередь на группы с некоторыми общими групповыми признаками.
Металлы в аналитической химии распределяются по двум отделам, которые в свою очередь делятся на пять групп:
1. Металлы, сернистые соединения которых растворимы в воде — распределение металлов этого отдела по группам основано на свойствах их углекислых солей. 1-я группа: калий, натрий, рубидий, цезий, литий, магний. Сернистые соединения и углекислые соли их растворимы в воде. Общего реактива для осаждения всех металлов этой группы в виде нерастворимых соединений не имеется. 2-я группа: барий, стронций, кальций. Сернистые соединения растворимы в воде, углекислые соли не растворимы. Общий реактив, осаждающий все металлы этой группы в виде нерастворимых соединений, — углекислый аммоний.
2. Металлы, сернистые соединения которых не растворимы в воде — для разделения этого отдела на три группы пользуются отношением их сернистых соединений к слабым кислотам и к сернистому аммонию. 3-я группа: алюминий, хром, железо, марганец, цинк, никель, кобальт.

Алюминий и хром водным путём не образуют сернистых соединений; остальные металлы образуют сернистые соединения, которые так же, как окислы их, растворимы в слабых кислотах. Из кислого раствора сернистый водород их не осаждает, сернистый аммоний осаждает окислы или сернистые соединения.
Сернистый аммоний — общий реактив на эту группу, причём избыток его сернистых соединений не растворяет. 4-я группа: серебро, ртуть, свинец, висмут, медь, палладий, родий, рутений, осмий. Сернистые соединения не растворимы в слабых кислотах и осаждаются сероводородом в кислом растворе;
они не растворимы также в сернистом аммонии. Сернистый водород — общий реактив на эту группу.
5-я группа: олово, мышьяк, сурьма, золото, платина. Сернистые соединения также не растворимы в слабых кислотах и осаждаются сероводородом из кислого раствора. Но они растворимы в сернистом аммонии и образуют с ним растворимые в воде сульфосоли.
Неметаллы (металлоиды) приходится открывать в химическом анализе всегда в виде образуемых ими кислот или соответствующим им солей. Основанием для разделения кислот на группы служат свойства их бариевых и серебряных солей в отношении растворимости их в воде и отчасти в кислотах. Хлористый барий представляет общий реактив на 1-ю группу, азотнокислое серебро в азотнокислом растворе — на 2-ю группу, бариевые и серебряные соли 3-й группы кислот растворимы в воде.
1-я группа: в нейтральном растворе хлористый барий осаждает нерастворимые соли; соли серебра не растворимы в воде, но растворимы в азотной кислоте. Сюда относятся кислоты: хромовая, тиосерная, сернистая, водная, угольная, кремниевая, серная, кремнефтористоводородная (бариевые соли, не растворимые в кислотах), мышьяковая и мышьяковистая.
2-я группа: в растворе, подкислённом азотной кислотой, азотнокислое серебро даёт осадок. Сюда относятся кислоты: соляная, бромистоводородная и иодистоводородная, цианистоводородная, сернистый водород, железо- и железистоцианистоводородные и йодноватая. 3-я группа: азотная кислота и хлорноватая кислота, которые не осаждаются ни азотнокислым серебром, ни хлористым барием.
Нужно, однако, иметь в виду, что указанные для кислот реактивы не являются общими реактивами, которыми можно было бы воспользоваться для разделения кислот на группы. Эти реактивы могут только дать указание на присутствие кислотной или другой группы, а для открытия каждой отдельной кислоты приходится пользоваться принадлежащими им частными реакциями. Приведённая классификация металлов и неметаллов (металлоидов) для целей аналитической химии принята в русской школе и лабораториях (по Н. А. Меншуткину), в западноевропейских лабораториях принята другая классификация, основанная, однако, по существу, на тех же принципах.

### Теоретические основания реакций
Теоретические основания реакций качественного химического анализа в растворах нужно искать, как уже
было выше указано, в отделах общей и физической химии о растворах и о химическом сродстве. Одним из первых, важнейших вопросов является состояние всех минеральных в водных растворах, в которых, согласно теории электролитической диссоциации, все вещества, относящиеся к классам солей, кислот и щелочей, диссоциируют на ионы. Поэтому все реакции химического анализа происходят не между цельными молекулами соединений, а между их ионами. Например, реакция хлористого натрия NaCl и азотнокислого серебра AgNO3 происходит по уравнению:
Na+ + Cl- + Ag+ + (NO3)- = AgCl↓ + Na+ + (NO3)-
натрий-ион + хлор-ион + ион серебра + анион азотной кислоты = нерастворимая соль + натрий-ион + анион азотной кислоты
Следовательно, азотнокислое серебро есть реактив не на хлористый натрий или соляную кислоту, а только на хлор-ион. Таким образом, для каждой находящейся в растворе соли с точки зрения аналитической химии нужно рассматривать отдельно её катион (ион металла) и анион (кислотный остаток). Для свободной кислоты нужно рассматривать ионы водорода и анион; наконец, для каждой щёлочи — катион металла и анион-гидроксил. И по существу важнейшая задача качественного химического анализа заключается в изучении реакций разнообразных ионов и способов открытия их и отделения друг от друга.
Для достижения последней цели действием соответственных реактивов ионы превращают в нерастворимые соединения, выпадающие из раствора в виде осадков, или же выделяют из растворов в виде газов. В той же теории электролитической диссоциации нужно искать объяснения действия химических индикаторов, которые часто находят себе применение в химическом анализе. По теории В. Оствальда, все химические индикаторы относятся к числу сравнительно слабых кислот, частично диссоциированных в водных растворах. При этом некоторые из них имеют бесцветные целые молекулы и окрашенные анионы, другие, наоборот, — окрашенные молекулы и бесцветный анион или же анион другой окраски; подвергаясь влиянию свободных водород-ионов кислот или гидроксил-ионов щёлочи, химические индикаторы могут изменять степень своей диссоциации, а вместе с тем свою окраску. Важнейшими индикаторами являются:
1. Метилоранж, который в присутствии свободных водород-ионов (кислая реакция) даёт розовую окраску, а в присутствии нейтральных солей или щелочей даёт жёлтую окраску;
2. Фенолфталеин — в присутствии гидроксил-ионов (щелочная реакция) даёт характерное красное окрашивание, а в присутствии нейтральных солей или кислот бесцветен;
3. Лакмус — под влиянием кислот краснеет, а под влиянием щелочей синеет;
4. Куркумин — под влиянием щелочей буреет, а в присутствии кислот вновь принимает жёлтую окраску.

Химические индикаторы имеют очень важное применение в объёмном химическом анализе (см. ниже).
В реакциях качественного химического анализа нередко также приходится встречаться с явлением гидролиза, то есть разложения солей под влиянием воды, причём водный раствор приобретает более или менее сильную щелочную или кислотную реакцию.

### Ход качественного химического анализа
При качественном химическом анализе важно определить не только какие элементы или соединения входят в состав данного вещества, но также и то, в каких, примерно, относительных количествах находятся эти составные части. Для этой цели необходимо исходить всегда из определённых количеств анализируемого вещества (достаточно обыкновенно брать 0,5—1 грамм) и при производстве анализа сравнивать величину отдельных осадков между собою.
Необходимо также применять растворы реактивов определённой крепости, а именно: нормальные, полунормальные, в одну десятую нормального.
Каждый качественный химический анализ распадается на три части:
1. предварительное испытание,
2. открытие металлов (катионов),
3. открытие неметаллов (металлоидов) или кислот (анионов).

В отношении природы анализируемого вещества могут встретиться четыре случая:
1. вещество твёрдое не металлическое,
2. вещество твёрдое в виде металла или сплава металлов,
3. жидкость (раствор),
4. газ.

При анализе твёрдого неметаллического вещества прежде всего производится внешний осмотр и микроскопическое исследование, а также предварительное испытание указанными выше способами анализа в сухом виде. Затем проба вещества растворяется, в зависимости от природы его, в одном из следующих растворителей: вода, соляная кислота, азотная кислота и царская водка (смесь соляной и азотной кислот). Вещества, неспособные растворяться ни в одном из указанных растворителей, переводятся в раствор некоторыми специальными приёмами, как-то: сплавлением с содой или поташом, кипячением с раствором соды, нагреванием с некоторыми кислотами и др. Полученный раствор подвергается систематическому анализу с предварительным выделением металлов и кислот по группам и дальнейшим разделением их на отдельные элементы,
пользуясь свойственными им частными реакциями.
При анализе сплава металлов определённая проба его растворяется в азотной кислоте (в редких случаях в царской водке), и полученный раствор выпаривается досуха, после чего твёрдый остаток растворяется в воде и подвергается систематическому анализу.
Если вещество представляет жидкость, прежде всего обращается внимание на её цвет, запах и реакцию на лакмус (кислотная, щелочная, нейтральная). Чтобы удостовериться в присутствии в растворе каких-либо твёрдых веществ, небольшую порцию жидкости выпаривают на платиновой пластинке или часовом стекле. После этих предварительных испытаний жидкость анализируется обычными методами.
Анализ газов производится некоторыми специальными методами, указываемыми в количественном анализе.

## Методы количественного химического анализа
Количественный химический анализ имеет цель определение относительного количества отдельных составных частей какого-либо химического соединения или смеси. Применяемые в нём методы находятся в зависимости от качеств, состава вещества, и потому количественному химическому анализу должен предшествовать всегда качественный химический анализ.
Для производства количественного анализа можно применять два различных метода: весовой и объёмный. При весовом методе определяемые тела выделяются в виде, по возможности, нерастворимых или трудно растворимых соединений известного химического состава, и определяется вес их, на основании которого можно найти количество искомого элемента вычислением. При объёмном анализе измеряются объёмы титрованных (содержащих определённое количество реактива) растворов, употребляемых для анализа. Кроме того, различается ещё ряд специальных методов количественного химического анализа, а именно:
1. электролитический, основанный на выделении отдельных металлов электролизом,
2. колориметрический, производимый по сравнению интенсивности окраски данного раствора с окраской раствора определённой крепости,
3. органический анализ, состоящий в сожжении органического вещества в углекислый газ CO2 и воду Н2O и в определении по количеству их относительного содержания в веществе углерода и водорода,
4. газовый анализ, состоящий в определении некоторыми специальными методами качественного и количественного состава газов или их смеси.

Совершенно особую группу представляет медицинский химический анализ, обнимающий ряд различных методов исследования крови, мочи и других продуктов жизнедеятельности человеческого организма.

### Гравиметрический анализ
Методы Гравиметрического (весового) количественного химического анализа бывают двух родов: метод прямого анализа и метод непрямого (косвенного) анализа. В первом случае подлежащая определению составная часть выделяется в виде какого-либо нерастворимого соединения, и определяется масса последнего. Косвенный анализ основан на том, что
два или несколько веществ, подвергающихся одной и той же химической обработке, претерпевают неодинаковое изменение их веса. Имея, например, смесь хлористого калия и азотнокислого натрия, можно определить первый из них прямым анализом, осадив хлор в виде хлористого серебра и взвешивая его. Если же имеется смесь хлористых солей калия и натрия, можно определить отношение их непрямым методом путём осаждения всего хлора, в виде хлористого серебра, и определения его веса, с последующим вычислением.

### Объёмный химический анализ
Титриметрический анализ — метод количественного анализа, основанный на измерении объёма раствора реактива точно известной концентрации, расходуемого для реакции с определяемым веществом.

### Анализ электролизом
Анализ электролизом основан на способности электрического тока при прохождении через растворы солей разлагать их с выделением металлов на катоде. Подбирая соответственную разность потенциалов на электродах и силу тока (в зависимости от размеров поверхности электродов), а равно выбирая для каждого металла раствор соответственного состава, можно выделять многие металлы в отдельности из смеси их солей в растворе с большой точностью и полнотой. Электроды для этой работы делаются чаще всего из платины.

### Колориметрические методы
Колориметрия — это метод количественного определения содержания веществ в растворах, либо визуально, либо с помощью приборов, таких как колориметры. Колориметрия может быть использована для количественного определения всех тех веществ, которые дают окрашенные растворы, или могут быть, с помощью химической реакции, дать окрашенное растворимое соединение. Колориметрические методы основываются на сравнении интенсивности окраски исследуемого раствора, изучаемого в пропущенном свете, с окраской эталонного раствора, содержащего строго определённое количество этого же окрашенного вещества, или же с дистиллированной водой.

## Классификация методов аналитической химии
- Методы элементного анализа
  - Рентгеноспектральный анализ (рентгено-флуоресцентный)
  - Нейтронно-активационный анализ
  - Электронная Оже-спектрометрия
  - Аналитическая атомная спектрометрия — совокупность методов, основанных на преобразовании анализируемых проб в состояние отдельных свободных атомов, концентрации которых затем измеряются спектроскопически (иногда сюда же относят рентгено-флуоресцентный анализ, хотя он не основан на атомизации пробы и не связан со спектроскопией атомного пара).
    - МС — масс-спектрометрия с регистрацией масс атомарных ионов
      - ИСП-МС — масс-спектрометрия с индуктивно-связанной плазмой (см. индуктивно-связанная плазма в масс-спектрометрии)
      - ЛА-ИСП-МС — масс-спектрометрия с индуктивно-связанной плазмой и лазерной абляцией
      - ЛИМС — лазерно-искровая масс-спектрометрия; см. лазерная абляция (пример коммерческой реализации: ЛАМАС-10М)
      - МСВИ — Масс-спектрометрия вторичных ионов (SIMS)
      - ТИМС — термоионизационная масс-спектрометрия (TIMS)
      - Высокоэнергетическая масс-спектрометрия на ускорителях частиц (AMS)

    - ААС — атомно-абсорбционная спектрометрия
      - ЭТА-ААС — атомно-абсорбционная спектрометрия с электротермической атомизацией (см. атомно-абсорбционные спектрометры)
      - СВЗР — спектроскопия времени затухания резонатора (CRDS)
      - ВРЛС — внутрирезонаторная лазерная спектроскопия

    - АЭС — атомно-эмиссионная спектрометрия
      - искра и дуга как источники излучения (см. искровой разряд; электрическая дуга)
      - ИСП-АЭС — атомно-эмиссионная спектрометрия с индуктивно-связанной плазмой
      - ЛИЭС — лазерно-искровая эмиссионная спектрометрия (LIBS или LIPS); см. лазерная абляция

    - АФС — атомно-флуоресцентная спектрометрия (см. флуоресценция)
      - ИСП-АФС — атомно-флуоресцентная спектрометрия с индуктивно-связанной плазмой (приборы фирмы Baird)
      - ЛАФС — лазерная атомно-флуоресцентная спектрометрия
      - АФС на лампах с полым катодом (пример коммерческой реализации: AI3300)

    - АИС — атомно-ионизационная спектрометрия
      - ЛАИС (ЛИИС) — лазерная атомно-ионизационная или лазерно-интенсифицированная ионизационная спектроскопия (англ. Laser Enhanced Ionization, LEI)
      - РИМС — лазерная резонансно-ионизационная масс-спектрометрия
      - ОГ — оптогальваника (ЛОГС — лазерная оптогальваническая спектроскопия)
- Другие методы анализа
  - титриметрия, объёмный анализ
  - весовой анализ — гравиметрия, электрогравиметрия
  - кулонометрия
  - колориметрия
  - фотометрия
  - капельный анализ
  - кристаллография
  - спектрофотометрия (обычно абсорбционная) молекулярных газов и конденсированных сред
    - электронная спектрометрия (видимый спектр и УФ-спектрометрия); см. электронная спектроскопия
    - колебательная спектрометрия (ИК-спектрометрия); см. колебательная спектроскопия

  - спектроскопия комбинационного рассеяния света; см. эффект Рамана
  - люминесцентный анализ
  - масс-спектрометрия с регистрацией масс молекулярных и кластерных ионов, радикалов
  - спектрометрия ионной подвижности (IMS)
  - хроматография с соответствующими детекторами
    - газовая хроматография, (пример: ГХ/МС — газовая хроматография с масс-спектрометрическим детектированием, «Хромасс»)
    - жидкостная хроматография, высокоэффективная жидкостная хроматография (ВЭЖХ; англ. HPLC)
    - хроматография критической фазы, газо-жидкостная хроматография
    - тонкослойная хроматография (ТСХ)
    - Ионная хроматография

  - капиллярный электрофорез
  - ядерный магнитный резонанс (ЯМР)
  - электронный парамагнитный резонанс (ЭПР)
  - электрохимические методы (см. электрохимия)
    - потенциометрия
    - полярография
    - вольтамперометрия
    - микро- и наносенсоры

  - термометрия
  - рентгенофазовый анализ
  - рентгеноструктурный анализ
  - Мёссбауэровская спектроскопия (см. эффект Мёссбауэра)

Локальные методы анализа:
- ЛИЭС — лазерно-искровая эмиссионная спектрометрия (LIBS или LIPS); см. лазерная абляция
- ЛА-ИСП-МС — масс-спектрометрия с индуктивно-связанной плазмой и лазерной абляцией
- МСВИ — Масс-спектрометрия вторичных ионов (SIMS; одна из её коммерческих реализаций — SHRIMP; «ионный зонд»)
- Рентгеноспектральный микроанализ (электронный микрозонд)
- ЭОС — электронная Оже-спектрометрия (см. эффект Оже; англ. Auger electron spectroscopy)

Методы разделения веществ (физико-химическое разделение):
- Экстракция
- Хроматография
- Ионный обмен
- Криогенное разделение
- Электрофорез

## Основные понятия
- предел определения (см.
- порог чувствительности)
- воспроизводимость
- правильность
- относительная погрешность
- абсолютная погрешность